# Hotel Slávie (Dubá)
Hotel Slávie v Dubé v okrese Česká Lípa v Libereckém kraji je zapsaný od roku 2004 jako kulturní památka v Ústředním seznamu nemovitých kulturních památek České republiky. Stavba je součástí městské památkové zóny Dubá a zároveň se stejně jako celé centrum města nachází na území Chráněné krajinné oblasti Kokořínsko – Máchův kraj.

## Historie
Hotel Slávie, dříve německy Zur Sonne, tj. „U Slunce“, býval původně zájezdním hostincem, který byl v Dubé na místě u hlavní silnice postaven někdy před rokem 1843, pravděpodobně po velkých požárech, které předtím postihly město. Později prošel řadou stavebních úprav, jejichž součástí byla i výstavba dalších budov kolem vnitřního dvora. Během těchto přestaveb bývalý zájezdní hostinec získal svou nynější klasicistní podobu.Zděnou patrovou stavbu někdejšího zájezdního hostince doplnila další zděná provozní křídla, uzavírající prostor kolem nádvoří. V době rozmachu pěstování chmele na Dubsku byl hotel vyhledáván obchodníky s touto komoditou a účastníky místních chmelových trhů.
V roce 1946 byl k hotelu přistavěn společenský sál s jevištěm a balkonem. Sál byl slavnostně otevřen v r prosinci roku 1946. Tento sál byl největším zařízením svého druhu v tehdejším okrese Dubá a stal se vyhledávaným centrem společenského dění. V Dubé na náměstí byl do roku 1948 ještě jeden hotel – někdejší hotel Schubert, který byl v roce 1945 po svém národním správci přejmenován na hotel Beránek. Zmíněný národní správce Beránek byl pak v roce 1948 jako národní socialista označen za reakcionáře, musel hotel opustit, ten byl uzavřen a posléze zanikl.
V druhé polovině 20. století hotel Slávii s restaurací a se sálem provozovalo lidové spotřební družstvo Jednota. V roce 1992 družstvo Jednota prodalo hotel soukromé společnosti HS, která však nakonec skončila v likvidaci stejně jako banka Bohemia, která této společnosti poskytla úvěr na nákup nemovitosti. V roce 2001 bylo město nuceno nevyužívaný hotel odkoupit. Pokoušelo se jej pak následně prodat, avšak bez úspěchu. Ministerstvo kultury ČR prohlásilo hotel Slávii (objekt čp. 217 na parcele č. 273) za kulturní památku dne 6. dubna 2004. Město Dubá během předchozího řízení se v roce 2002 k návrhu na vyhlášení kulturní památky vyjádřilo nesouhlasně, později svůj názor změnilo.
V nočních hodinách 9. ledna 2005 vypukl v prvním poschodí prázdného hotelu požár, avšak místní hasičské jednotce se podařilo oheň včas zlikvidovat. Bylo vysloveno podezření, že se jednalo o úmyslný čin žháře.
Od roku 2007 se město snažilo získat na opravu Slávie finanční prostředky. Rozsáhlá rekonstrukce zchátralého hotelu se společenským sálem, který měl kapacitu 500 míst, byla zahájena v roce 2013. První etapu financovalo samotné město. V roce 2015 město vyčlenilo vyčlenilo na zajištění nosných konstrukcí v prostoru sálu předsálí a sociálního zázemí částku zhruba 1,6 milionu korun. I v roce 2019 práce na rekonstrukci hotelu stále pokračovaly. Dále byl opravován zejména společenský sál s předsálím. Celkem byla v uvedeném roce na opravy Slávie vynaložena částka 1 468 000 korun. Až do roku 2017 vedl těsně kolem hotelu Slávie frekventovaný tah silnice I/9, směřující z Prahy přes Mělník, Českou Lípu a Rumburk do Saska. V souvislosti s přípravou nového plánu regenerace městské památkové zóny Dubá byl v červnu roku 2020 podrobně zdokumentován aktuální stav všech kulturních památek ve městě. V programu regenerace památkové zóny, schváleném v říjnu roku 2020, se mj. hovoří o dalším pokračování oprav hotelu Slávie, aby mohl opět sloužit pro pořádání kulturních a společenských akcí ve městě.

## Popis

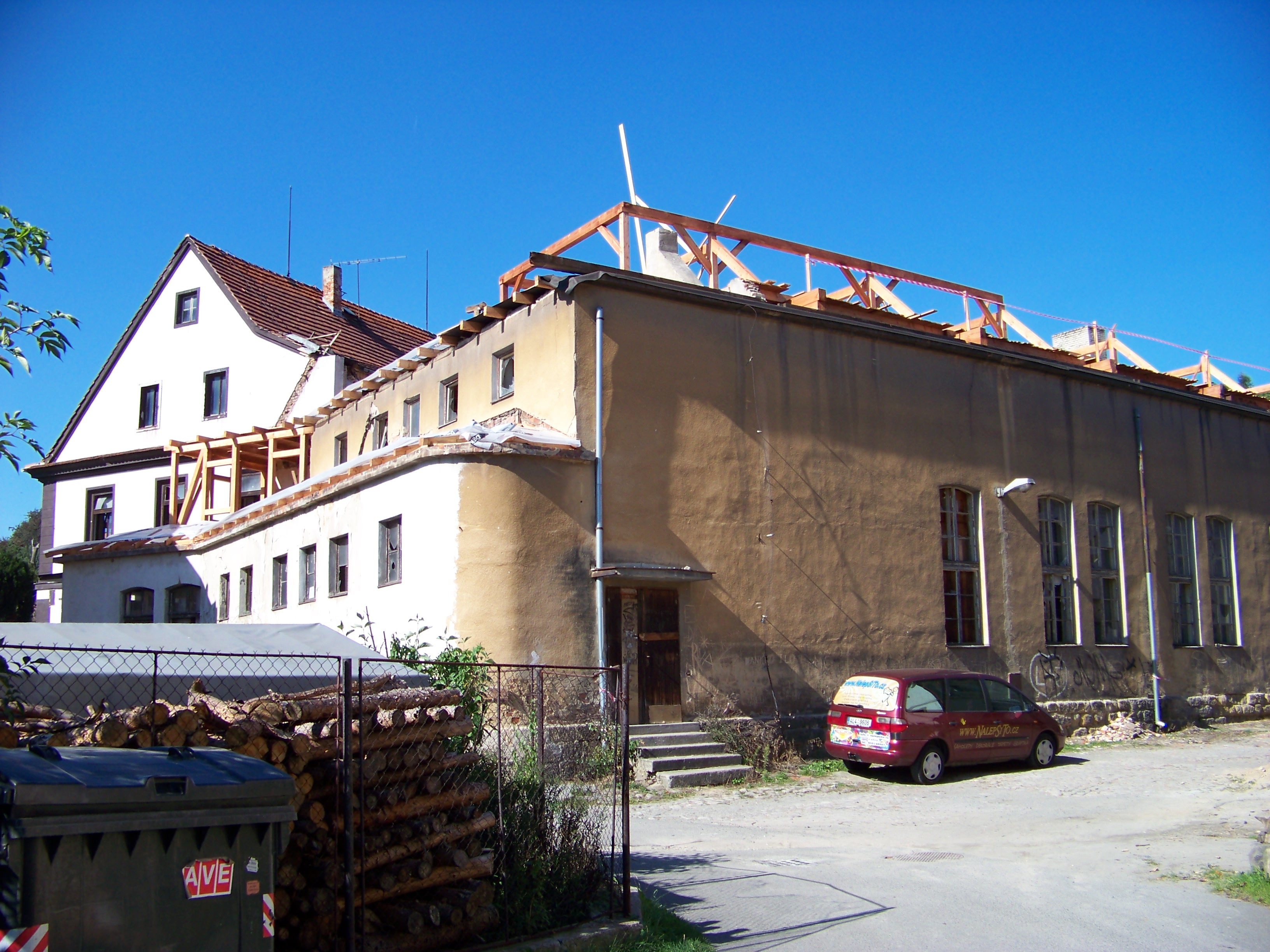
Rekonstrukce společenského sálu (pohled z Vodní ulice, rok 2013)

Hlavní budova hotelu, dříve zájezdního hostince, je zděná patrová stavba s dvorními křídly, situovaná na okraji historického jádra města. Celé toto západní křídlo si zachovalo původní klasicistní fasády, členěné římsami. Nároží jsou opatřena bosáží, okna jsou lemována šambránami. Ve střední části západní fasády vystupuje mělký rizalit s nárožními pilastry, zakončení menším trojúhelníkovitým štítem. Střechy této budovy i dvorních křídel jsou sedlové. Propojení dvorních částí je v prvním patře zajištěno předsazenou pavlačí s arkádami. V interiéru hlavní budovy jsou hodnotné klasicistní klenby, v zadním traktu je cenné dřevěné schodiště s ozdobně vyřezávaným zábradlím. Podstatnou část přízemí východního křídla zaujímá velký společenský sál z roku 1946.